# Девід Бордвелл
Де́від Бо́рдвелл (англ. David Bordwell, 23 липня 1947 — 29 лютого 2024) — американський теоретик та історик кіно. Автор більш ніж п'ятнадцяти книг, серед яких найвідомішими є Наррація у художньому фільмі (1985), Озу та поетика кіно (1988), Створюючи значення (1989) та Історія стилю у кіно (1997).

## Кар'єра
Бордвелл отримав диплом бакалавра в Університеті штату Нью-Йорк в Олбані у 1969 році та магістерський — в Університеті штату Айови (1972), де два роки потому захистив кандидатську дисертацію. Знаходився під впливом ранніх теоретиків кіно, зокрема Ноеля Бьорча, та історика мистецтв Ернста Ґомбріха. Книги Бордвелла присвячені класичній теорії кіно, історії мистецтва кіно, класичному та сучасною голлівудському кіно, та стилістиці азійського кіно. Бордвел працює на засадах когнітивістської теорії кіно (Нарація в художньому фільмі була однією з його перших робіт на цю тему), звертаючись до питань історичної поетики, стилістики кіно та критики сучасної теорії кіно (Створюючи значення та Пост-Теорія були основними працями на цю тему).

Разом зі своєю дружиною, Крістін Томпсон, Бордвелл підготував підручники «Мистецтво кіно» (1979) та «Історія кіно» (1994), а разом із філософом Ноелєм Керроллом, який займається естетичною теорією, відредагував антологію «Пост-теорія: реконструюючи дослідження кіно» (1989), в якій проблематизовано стан сучасної теорії кіно. Найґрунтовнішою працею Бордвелла є «Класичне голлівудське кіно: стиль фільмів та спосіб їх виробництва до початку 1960-х» (1985), яка була написана ним у співавторстві з Крістін Томпсон та Джанет Стейгер.

Декілька його найвпливовіших статей на теми теорії, наративу та стилю були зібрані у книзі «Поетика кіно» (2007), назва якої відсилає до антології з російської формалістської теорії кіно, яка була видана під редакцією Бориса Ейхенбаума у 1927 році.

Майже всю свою кар'єру Бордвелл працював в Університеті Вісконсін-Медісон, де він тепер є заслуженим професором кіно на факультеті комунікативних мистецтв. Разом із Томпсон він веде блог «Спостереження над мистецтвом кіно».

## Неоформалізм
Методологічний підхід Бордвелла називають неоформалістським, хоча на цю тему здебільшого пише Крістін Томпсон. Неоформалізм — це підхід до аналізу кіно, заснований на спостереженні, що був сформульований російськими формалістами, які звернули увагу на відмінність між перцептуальними та семіотичними властивостями фільму та на те, що теоретики кіно зазвичай переоцінювали роль текстуальних кодів у розгляді базових елементів дієгезису. В багатьох свої працях Бордвелл аналізує когнітивні процеси глядача кіно, які відбуваються під час сприйняття не-текстуальних естетичних форм фільму. Цей аналіз означає і розуміння того, яким чином фільм керує нашою увагою, скерованою на очевидну наративну інформацію, та яким чином фільми беруть участь у процесі «відчуження» (рос. «остранение») (формалістський термін, який дозволяє говорити про те, яким чином мистецтво показує нам знайомі об'єкти та концепти таким чином, що ми відчуваємо їх як нові).
Неоформалісти відмовляються від багатьох методологій, апропрійованих іншими школами досліджень кіно, зокрема герменевтичних інтерпретативних підходів, до яких Бордвелл відносить лаканівський психоаналіз та певні варіації постструктуралізму. Серед теоретиків кіно, які вдало застосували психоаналітичні терміни та концепти у практиці симптоматичного прочитання фільмів, Бордвелл називає поета-сюрреаліста Паркера Тайлера, праці якого залишаються порівняно невідомими через успіх «теорії авторів» у викладі Ендрю Сарріса. У книзі «Пост-Теорія: реконструюючи дослідження кіно» Бордвелл виступає проти «Великих Теорій», які використовують фільми для того, щоб підтвердити легітимність вже встановлених теоретичних меж, а не намагаються показати, яким чином вони насправді функціонують. Бордвелл та Керрол вигадали термін «SLAB-теорія», для того щоб позначити теорії, в яких використовуються ідеї Фердинанда де Сосюра, Жака Лакана, Луї Альтюсера та Ролана Барта.

Багато філософів, зокрема Славой Жижек, з яким Бордвелл неодноразово вступав у полеміку, критикують неоформалізм за те, що він недооцінює роль культури та ідеології у формуванні фільмічного тексту, аналіз яких має проблематизувати цінності тих суспільств, у яких виробляються фільми.